# Beania paucispinosa
Beania paucispinosa is een mosdiertjessoort uit de familie van de Beaniidae. De wetenschappelijke naam van de soort is voor het eerst geldig gepubliceerd in 1935 door O'Donoghue & de Watteville.